# Douglas Hyde
Douglas Hyde (irl. Dubhghlas de hÍde, ur. 17 stycznia 1860 w Castlerea, zm. 12 lipca 1949 w Dublinie) – irlandzki polityk, założyciel Ligi Gaelickiej, pierwszy prezydent tego kraju od 25 czerwca 1938 do 24 czerwca 1945.

## Wczesne lata życia
Przyszły prezydent Republiki Irlandzkiej urodził się w Longford House w Castlerea w hrabstwie Roscommon, podczas krótkiego pobytu jego matki w tej miejscowości. Jego ojcem był Arthur Hyde, rektor Kościoła Irlandzkiego w Kilmactranny w hrabstwie Sligo w latach 1852–1867. Tam też Douglas spędził swoje pierwsze lata życia. W 1867 jego ojciec otrzymał probostwo w Tibohine. Wraz z rodziną przeprowadził się do Frenchpark w hrabstwie Roscommon. Tam młody Douglas po raz pierwszy zetknął się z językiem irlandzkim, który go zafascynował. Rozpoczął dogłębne studiowanie tego języka. Podczas częstych wizyt w Dublinie poznał grupę osób podobnie jak on zafascynowanych tym staromodnym i powoli wymierającym językiem.
Wbrew rodzinnej tradycji Douglas nie rozpoczął kariery kościelnej. Rozpoczął naukę w dublińskim Trinity College. Opanował biegle języki francuski, niemiecki, łacinę, grekę i hebrajski. Cały czas jego pasją pozostał język irlandzki. Chęć zachowania tego języka pchnęła go w końcu do utworzenia Ligi Gaelickiej.

## Liga Gaelicka
Liga Gaelicka (Conradh na Gaeilge) została utworzona w Dublinie 31 lipca 1893 w celu zachowania języka irlandzkiego w Irlandii. Wśród wspierających Hyde’a działaczy irlandzkich byli Eugene O'Growney i Eoin MacNeill. Wkrótce Liga stała się wiodącą organizacją tzw. „odrodzenia gaelickiego”. Jej członkami stali się bohaterowie późniejszych walk o niepodległość Irlandii, tacy jak Patrick Pearse, Éamon de Valera, Michael Collins czy Ernest Blythe.
Z biegiem czasu Hyde z niepokojem patrzył na narastające upolitycznienie Ligi Gaelickiej, infiltrowanej przez radykalne Irlandzkie Bractwo Republikańskie. W 1915 zrezygnował z funkcji przewodniczącego Ligi. Jego następcą został radykał Patrick Pearse.

## Senator
Chociaż Hyde nie miał żadnych związków z partią Sinn Féin ani z irlandzkim ruchem niepodległościowym, to po uzyskaniu niepodległości przez Irlandię przyjął nominację do Seanad Éireann (Senatu Irlandzkiego) od swojego przyjaciela, przewodniczącego Rady Wykonawczej Wolnego Państwa Irlandzkiego William Thomas Cosgrave'a. Zasiadał tam do listopada 1925, kiedy izba wyższa irlandzkiego Parlamentu przekształciła się z ciała nominowanego w ciało wybieralne. Hyde przegrał wybory w swoim okręgu i powrócił do pracy akademickiej.
Hyde był profesorem języka irlandzkiego na uniwersytecie w Dublinie, a w latach 1931–1949 był przewodniczącym College Historical Society. Jednym z jego studentów był późniejszy prezydent Irlandii Cearbhall Ó Dálaigh.
W kwietniu 1938, po przejściu na emeryturę, premier Irlandii Éamon de Valera ponownie nominował Hyde’a do irlandzkiego Senatu. Zasiadał tam zaledwie przez kilka miesięcy, gdyż na wniosek partii Fine Gael został przez wszystkie irlandzkie partie nominowany na prezydenta tego kraju.
Kandydaturę Hyde poparli zarówno premier de Valera, jak i lider opozycji Cosgrave. Podawane są różne przyczyny tej zgodności politycznych oponentów. Uważa się, że nominacja prezydencka miała był swoistą rekompensatą za upokorzenie, jakim dla Hyde’a były przegrane wybory do Senatu w 1925. Chcieli też mieć gwarancję, że prezydent nie wykorzysta zamieszenia jakie panowało wokół nowej konstytucji i nie zechce wprowadzić rządów autorytarnych. Ponadto nominacja protestanta jakim był Hyde pozwalała odsunąć od Irlandii miano państwa wyznaniowego. Mógł być też do hołd dla twórcy Ligi Gaelickiej, która odegrała niebagatelną rolę w irlandzkiej walce o niepodległość.

## Prezydent Irlandii
Uroczysta inauguracja prezydentury Hyde’a odbyła się 25 czerwca 1938 w dawnej rezydencji lorda namiestnika Irlandii. Swą inauguracyjną mowę Hyde wygłosił w języku irlandzkim w dialekcie hrabstwa Roscommon. Nowy prezydent szybko zyskał sympatię społeczeństwa i szacunek głów innych państw. prezydent USA Franklin Delano Roosevelt nazywał go „miłym i dobrze ułożonym staroświeckim dżentelmenem”. Z królem Wielkiej Brytanii Jerzym VI (który do 1949 używał tytułu króla Irlandii) Hyde korespondował w sprawie kolekcjonowania znaczków pocztowych.

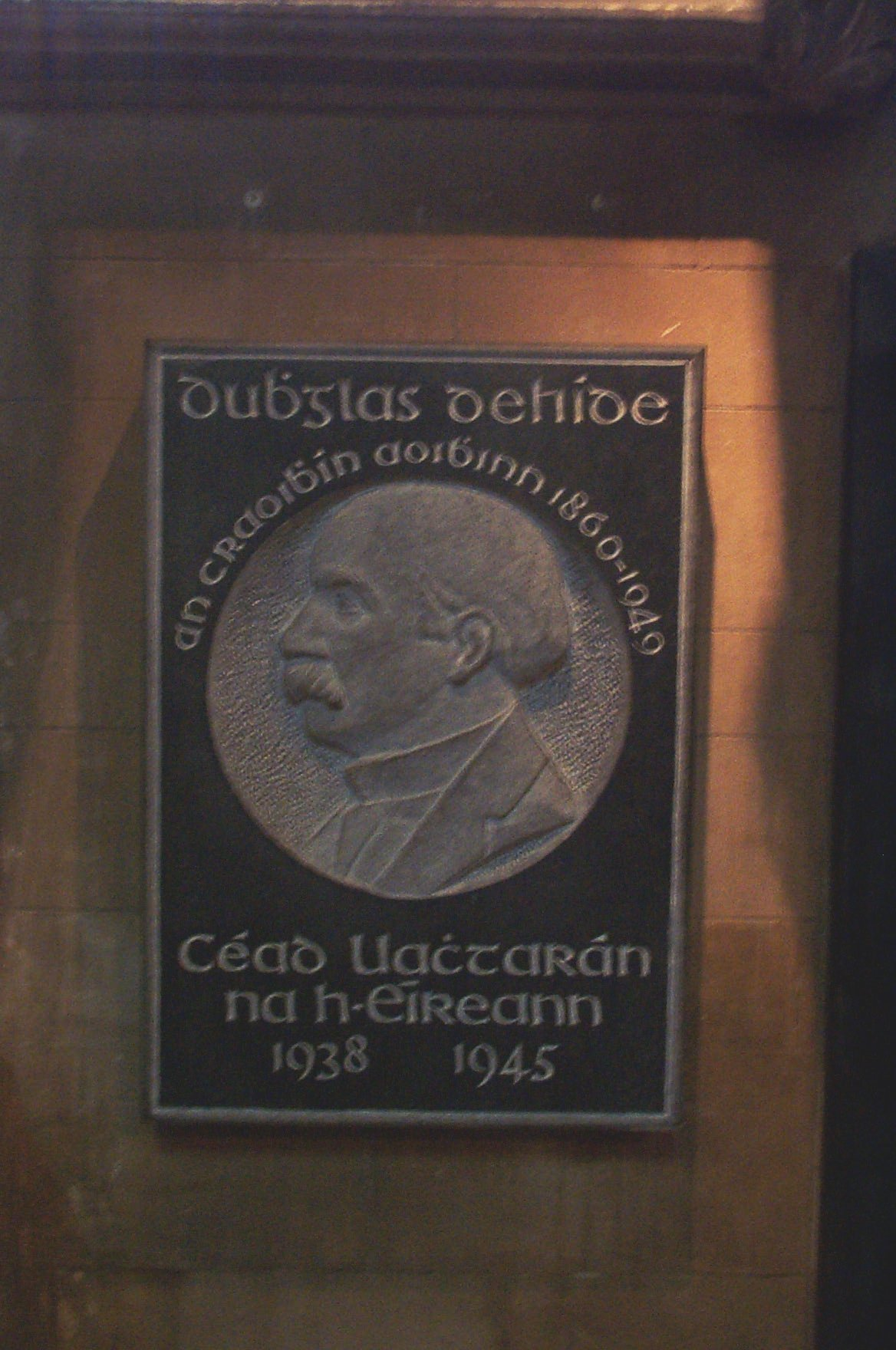
Płyta upamiętniająca Douglasa Hyde’a w katedrze św. Patryka

W kwietniu 1940 Hyde doznał udaru mózgu. Rozpoczęto wówczas planowanie jego państwowego pogrzebu, ale prezydent ostatecznie wyzdrowiał, aczkolwiek musiał poruszać się na wózku inwalidzkim.
Rola Hyde’a jako prezydenta była głównie ceremonialna. W czasie swojej prezydentury podjął jednak kilka istotnych decyzji. W 1944 rozpisał przedterminowe wybory, kiedy rząd de Valery nie uzyskał poparcia Parlamentu w sprawie Ustawy o transporcie. Hyde również dwukrotnie kierował do Sądu Najwyższego ustawy w celu zbadania ich zgodności z Konstytucją.

## Ostatnie lata życia
25 czerwca 1945 Hyde zrezygnował z funkcji prezydenta. Z powodu złego stanu zdrowia nie powrócił do swojej rezydencji w hrabstwie Roscommon, zwanej „Ratra”, która stała pusta od czasu śmierci Lucy Cometiny Kurtz, żony Hyde’a, która zmarła w 1937. Hyde zamieszkał więc w dawnej rezydencji sekretarza lorda namiestnika Irlandii, nazwanej „Małą Ratrą”. Zmarł tam 12 lipca 1949 o godzinie 22.00.
Jako były prezydent Hyde miał prawo do pogrzebu na koszt państwa. Pojawił się jednak problem natury protokolarnej. Ponieważ Hyde był protestantem nabożeństwo pogrzebowe celebrowane było w katedrze św. Patryka należącej do Kościoła Irlandzkiego. Prawo natomiast zabraniało katolikom uczestniczenia w protestanckiej mszy. Wszyscy członkowie rządu (oprócz dr Noela Browne’a) w czasie nabożeństwa stali przed katedrą i przyłączyli się dopiero do konduktu żałobnego po wyniesieniu trumny Hyde’a z katedry.
Hyde został pochowany w hrabstwie Roscommon, gdzie spędził większą część swojego dzieciństwa.